# Караєць
Кара́єць — річка в Україні, у межах Барського, Мурованокуриловецького та Могилів-Подільського районів Вінницької області. Ліва притока Дністра (басейн Чорного моря). 

## Опис
Довжина річки 45 км, площа басейну 212 км². Долина переважно V-подібна, завширшки 1—1,5 км. Заплава двобічна, нижче села Морозівки часто заболочена. Ширина заплави від 30 до 500 м. Річище помірно звивисте, у верхній течії влітку пересихає, завширки до 8 м, завглибшки пересічно 0,8 м. Похил річки 4,1 м/км. У середній та нижній течії береги високі та місцями дуже стрімкі. 
Притоки: Сухий Караєць (права). 

## Розташування
Караєць бере початок на північний захід від с. Губачівки, як невиразний маловодний потічок. Тече переважно на південь. Впадає до Дністра на південній околиці села Козлова. 
На річці розташовані села Мурованокуриловецького та Могилів-Подільського районів:   
Снітків, Морозівка, Перекоринці, Біляни, Дружба, Рівне, Нишівці, Хоньківіці, Липчани, Козлів.  
- У пониззі впродовж кількох кілометрів річка тече паралельно до Дністра; місцями річки розділяє всього кількасот метрів.